# Első vatikáni zsinat

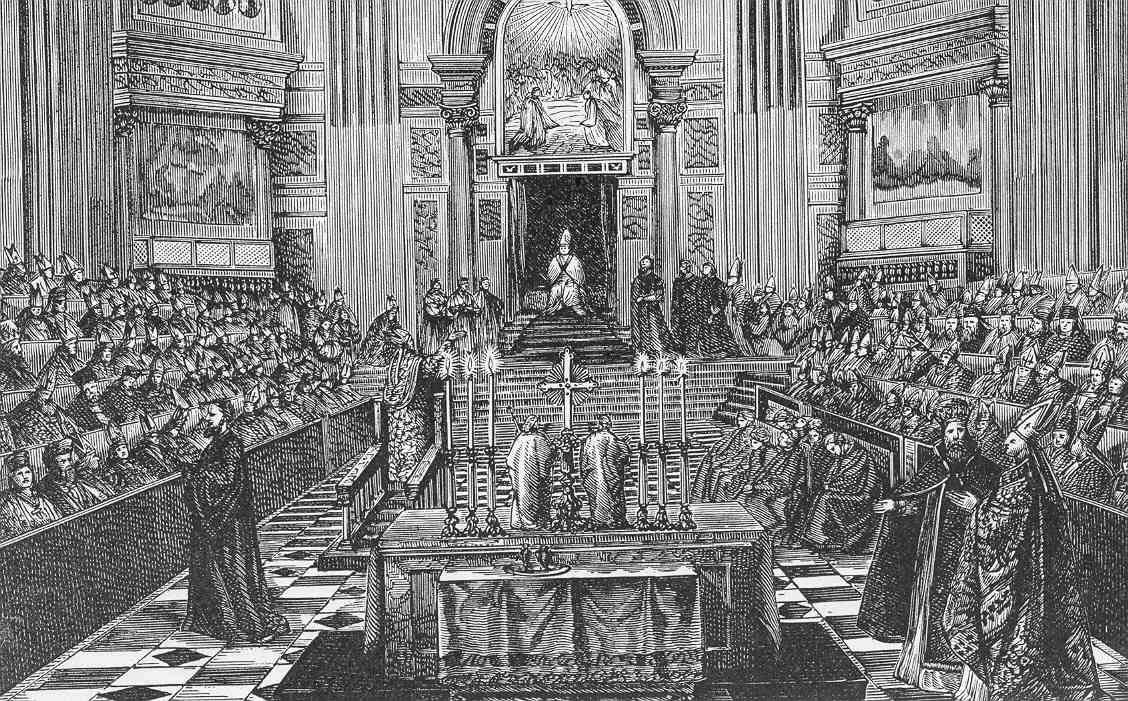
A 20. egyetemes zsinatot IX. Piusz pápa hívta össze

Az első vatikáni zsinat (1869–1870) a katolikus egyház 20. egyetemes zsinata volt, amit IX. Piusz pápa hívott össze hosszas előkészületek után. A tridenti zsinat óta, vagyis több mint 300 éve nem tartottak egyetemes zsinatot. A zsinatra azért került sor, mert a pápa válaszolni akart a XIX. században egyre szélesebb körben terjedő liberális elgondolásokra, elsősorban azokra, amelyeket a hitre, a társadalom életére nézve veszélyesnek tartott. A zsinaton két konstitúció született, a Dei Filius és a Pastor aeternus kezdetű. A legnagyobb visszhangot utóbbi negyedik fejezetében található pápai tévedhetetlenség dogmájának kimondása keltette. A zsinatot idő előtt be kellett fejezni, mert az olasz csapatok bevonultak a porosz–francia háborúban vereséget szenvedő franciák védnöksége alatt álló Rómába.

## A zsinat előzményei
A 20. egyetemes zsinat összehívásával IX. Piusz pápa legfőbb törekvését igyekezte alátámasztani: az egyház belső, hitbéli és külső, kormányzati egységét a kor vallásellenes nézeteivel szemben. Már a szeplőtelen fogantatás tanának ünnepélyes kihirdetése 1854-ben, majd a japán vértanúk szentté avatása 1862-ben, valamint Szent Péter és Szent Pál apostol vértanúságának 18 százados évfordulója 1867-ben is ezt a célt szolgálta, és a püspökök százait vonzotta Rómába. Pius pápa 1849 óta foglalkozott a zsinat gondolatával. Először azonban csak 1864-ben titokban húsz bíborost, majd egy év múlva 40 püspököt kérdezett meg – közöttük Scitovszky János magyar bíboros hercegprímást is és Roskoványi Ágoston nyitrai püspököt is – az egyetemes zsinatra vonatkozólag. Mivel többségük a zsinat mellett foglalt állást (Scitovszky nem tartotta az időt alkalmasnak), IX. Piusz pápa a zsinatot 1867. június 29-én meghirdette, és pontosan rá egy évre bullájával 1869. december 8-ára a Vatikánba összehívta.
Az egyetemes zsinatot megelőzően Nyugat-Európában a pápai primátust illetően heves teológiai vita robbant ki. Kialakult ugyanis a liberális támadások ellenhatásaként egy harcias ultramontánus szellem, amelynek szélsőséges iránya a híres francia újságíró, Louis Veulliot (+1883), ("L' Univers") és a római jezsuiták ("La Civilitá Cattolica") vezetésével nemcsak a pápai tévedhetetlenség kimondását sürgette, hanem valóságos pápa-kultuszt is űzött. Ez természetesen sok teológusnál ellentmondást váltott ki, főként Németországban, ahol a jeles történész, Ignaz von Döllinger (+1890) Janus név alatt egy vitairatban ("Der Papst und das Konzil", 1869) kelt ki az ultramontánus nézetek, nevezetesen a pápai csalatkozhatatlanság ellen.

## A zsinat lefolyása

### A politikai helyzet a zsinaton belül
Amikor a zsinat megnyílt, csaknem 700 zsinati atya volt Rómában, de 35%-uk az olasz, 17%-uk francia nemzethez tartozott, ami a latin ultramontán szellem túlsúlyát jelentette; különösképpen, mivel a kúria maga is kizárólag ultramontán nézeteket vallott. A zsinat irányítása (bizottsági tagok kinevezése, témák kiválasztása, a vita vezetése stb.) így teljesen az ultramontánusok kezébe került, akik fanatikus püspökök befolyása alatt állottak (H. Manning westminsteri érsek, V. Dechamp Mechelen-i érsek, L. Martin paderborni püspök). A kb. 80 tagot számláló ellenzék főképp a német nyelvterületről és Közép-Európából jött. Az ellenzéki püspökök nem tartották az időt alkalmasnak, hogy a zsinat a pápai csalatkozhatatlanság tanával, vagy a liberális államokat súlyosan érintő hittételekkel foglalkozzék, mert állami megtorlástól tartottak, de néhány közülük a pápa tévedhetetlenségében sem hitt, mert az általános dogmatikai fejlődések Közép- és Kelet-Európában a jozefizmus gátat vetett és ott a pápai infallibilitás (tévedhetetlenség) nem vált általános teológiai tanítássá. Pontosan ezt a felfogást vallotta a magyar püspöki kar is Jekelfalusy Vince székesfehérvári püspök és Kreusz Krizosztom pannonhalmi főapát kivételével.

### A zsinat témái

#### Krisztus Egyházának dogmatikus konstitúciója(Pastor Aeternus)

##### Pápai primátus
A konstitúció első három fejezete a pápai primátust rögzíti.
E szerint Róma püspöke mint Szent Péter utóda elsőbbséget élvez a püspökök között és a teljes kereszténység vezetője. A hivatal, amelyet a pápa betölt, a katolikus egyház alkotmányában apostoli hagyományon, végső fokon Krisztus rendelkezésén nyugszik.
A zsinat kihirdette a joghatósági primátust. Ez alapján a pápa közvetlen püspöki hatalmat gyakorol az egész katolikus egyház fölött, de úgy, hogy ez a püspöki joghatóságot nem csorbítja, mivel az is krisztusi eredetű. A pápának legfőbb, teljes (törvényhozói, kormányzati és bírói), közvetlen és egyetemes hatalma van az egész katolikus egyházban. Ítélete vagy határozata ellen nincs sem fellebbezés, sem felfolyamodás.

##### Pápai tévedhetetlenség
A konstitúció 4. fejezete tartalmazza a pápai tévedhetetlenség dogmáját.
A zsinat kihirdette a pápai tévedhetetlenség dogmáját, ez azt jelenti, hogy a pápa tévedhetetlen (infallibilitas), amikor hit és erkölcs dolgában az egész egyház számára kötelező tanítást ad.
A pápai tévedhetetlenség dogmájának igénye azt követően merült fel, hogy IX. Piusz pápa 1854 december 8-án kihirdette a Szeplőtelen fogantatásról (Immaculata Conceptio) szóló dogmáját. Ez azelőtt csak ún. „ajánlott hittétel” (sententia fidei proxima) volt. Bár a dogmát általánosságban az egyházi vezetők elfogadták, a viták lezárására felmerült az igény a pápai tévedhetetlenségnek dogmává emelésére.
Victor-Augustus Dechamps Mechelen érseke, Belgium prímása a dogma Leuveni Katolikus Egyetem hittudósai által megfogalmazott első szövegtervezetét 1869 karácsonyán terjesztette a zsinat elé. Az első szövegváltozat vitája 1870. február elejéig tartott; végül 500 főpap támogatta (bár nem mindegyik írta alá), és 136 ellenezte azt. Az első nyomtatott változatot május 9-én kapták meg a résztvevők. Ezt követte egy egy hónapig tartó általános vita, majd a június 6. és július 13. között 22 szekcióban, több száz felszólalással lefolytatott részletes vita. A 85. általános ülésen, július 13-án szavaztak először a teljes tervezetről. A szavazáson 601-en vettek részt, közülük 451-en szavaztak támogatólag, 62-en tartózkodtak, és 88-an ellenezték a pápa tévedhetetlenségének dogmába foglalását. A megismételt szavazásra július 18-án került sor. Ezen a szavazáson IX. Piusz pápa elnöklése mellett már csak 435 főpap vett részt, mivel az ellenzékbe került püspökök időközben elhagyták Rómát. Így nem volt akadálya a dogma majdnem egyhangú elfogadásának. A szavazáson 435 főpap szavazott. Közülük mindössze ketten: Aloisio Riccio (Caiazzo püspöke) és Edward Fitzgerald (Little Rock püspöke) szavazott a pápai tévedhetetlenség dogmája ellen.
A római katolikus egyház pápai tévedhetetlenségről szóló dogmáját 1870. július 18-án hirdették ki.
A katolikus egyház püspökei elfogadták a tévedhetetlenség dogmáját. Csupán Németországban lépett ki a katolikus egyházból a hívők egy része, akik Ignaz von Döllingert követve megalapították az Ókatolikus Egyházat. Döllingert és követőit a katolikus egyház kiközösítette.